# 学校法人堀井学園
学校法人堀井学園 （がっこうほうじんほりいがくえん）とは、神奈川県横浜市神奈川区にある学校法人。

## 歴代理事長
- 堀井基章
- 桐谷次郎

## 沿革
- 1940年　財団法人堀井学園創設。京浜高等女学校（現：横浜創英高等学校）
- 1943年　京浜女子家政理学専門学校（後の京浜女子短期大学、現在の鎌倉女子大学・短期大学部）設置認可。
- 1950年　京浜幼稚園の設置認可。
- 1951年　学校法人堀井学園となる。
- 1975年　学校法人堀井学園より学校法人京浜大学分離。
- 1985年　横浜国際女学院翠陵高等学校が設置認可される。
- 1989年　横浜創英短期大学開学（情報学科）。
- 1998年　横浜国際女学院翠陵中学校が設置認可される。
- 2007年　横浜創英短期大学に看護学科増設。
- 2012年　横浜創英大学　開学（看護学部／看護学科、こども教育学部／こども教育学科）

## 教育理念
- 「考えて行動できる女性。」共学に伴い「考えて行動のできる人。」に変更。

## 設置校
- 京浜横浜幼稚園
- 横浜翠陵中学校・高等学校
- 横浜創英中学校・高等学校
- 横浜創英短期大学
- 横浜創英大学